# Christkönigs-Kirche (Dobiegniew)

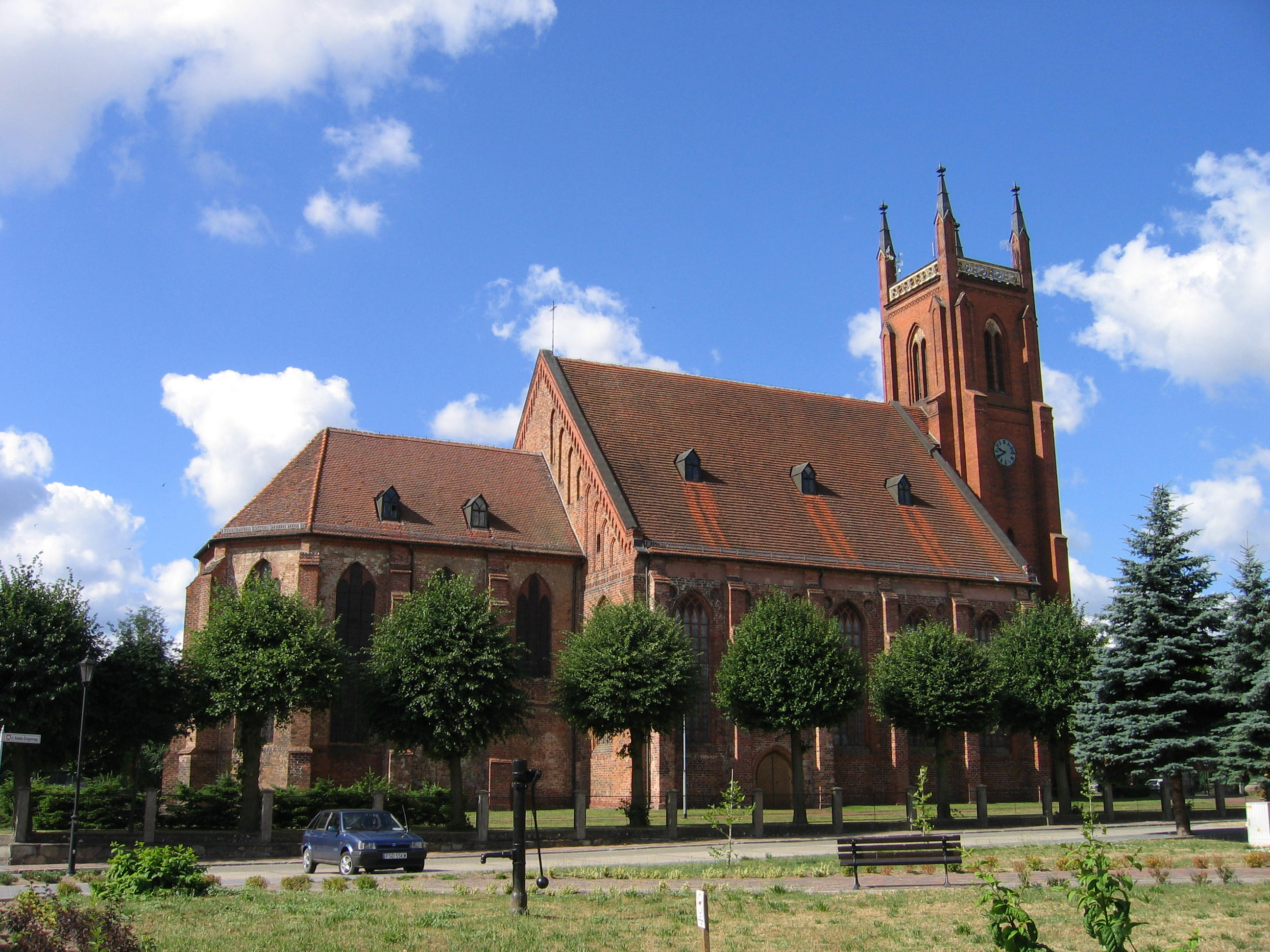
Die Christkönigs-Kirche von Norden

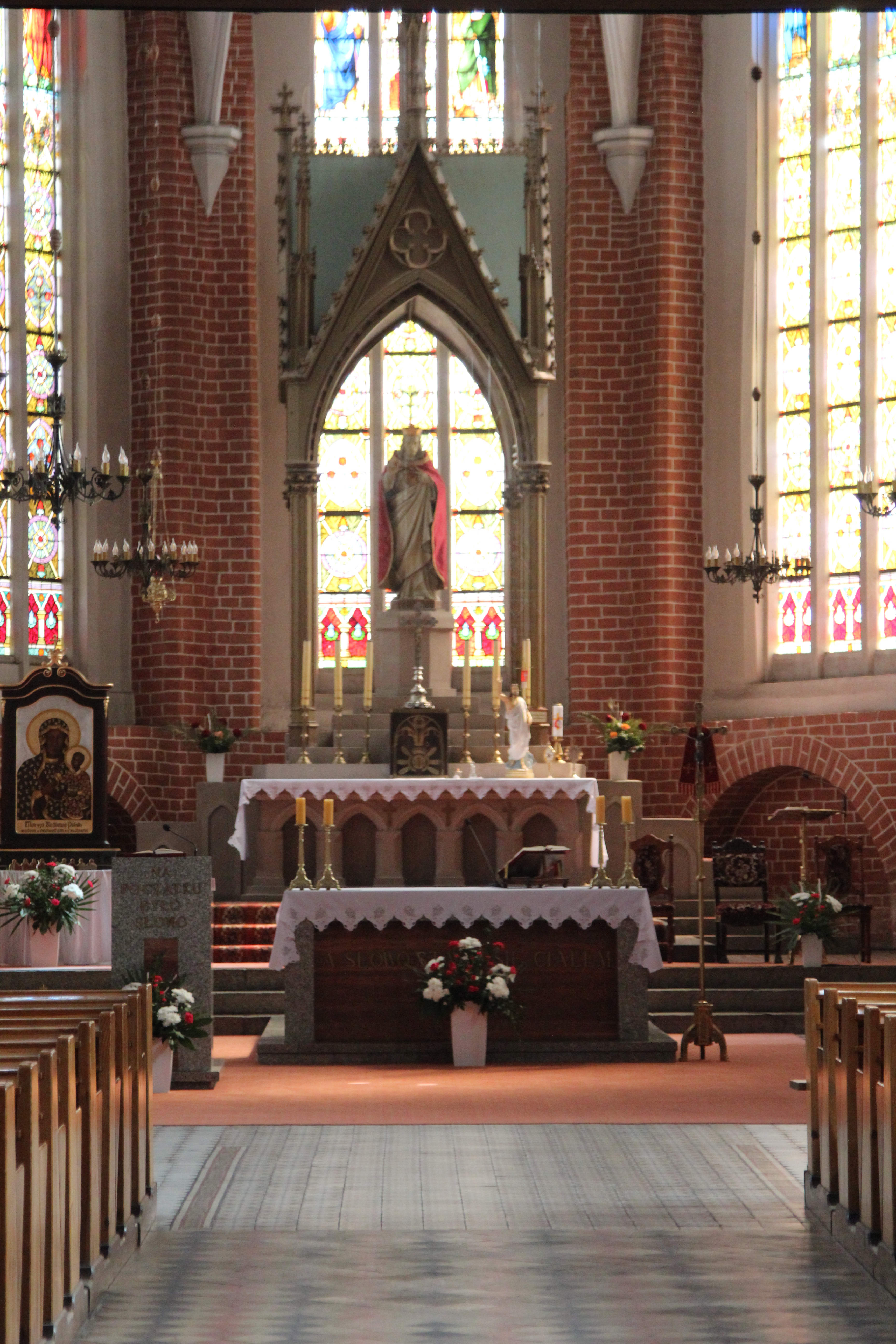
Blick in den Altarraum

Die Kirche Christus König (polnisch Kościół Chrystusa Króla) ist die römisch-katholische Stadtkirche von Dobiegniew (Woldenberg) in der Neumark in der Woiwodschaft Lebus.

## Geschichte
Vermutlich bestand schon bald nach der Stadtgründung um 1300 ein Vorgängerbau der heutigen Kirche, die der Gottesmutter Maria gewidmet war. Diese Kirche wurde 1335 erstmals erwähnt, 1336 stifteten drei Bürger den Marienaltar. Vermutlich wurde die Kirche beim Wiederaufbau nach Kriegszerstörungen 1326 durch den Anbau des Chors erweitert, dessen Form dem Chor der gleichzeitig entstandenen Arnswalder Kirche ähnelt. Als Folge der Reformation wurde die Marienkirche im 16. Jahrhundert evangelisch.
Der Turm musste 1839 wegen starker Baufälligkeit niedergelegt werden. 1854 fand die Grundsteinlegung für den heutigen, gegenüber dem mittelalterlichen Vorgänger etwas höheren Turm statt, der 1857 fertiggestellt wurde.
Nach 1945 wurde aus der evangelischen eine römisch-katholische Kirche für die nun polnische Bevölkerung. Die Weihe auf das Patrozinium Christus König erfolgte am 1. November 1946.

## Bauwerk
Der Bau ist eine dreischiffige und fünfjochige Hallenkirche mit achteckigen Pfeilern. Der zweijochige Chor mit 5/8-Schluss ist niedriger als das Kirchenschiff. Die Kirche ist geostet, der breite massive Turm steht im Westen.
Die Seitenproportionen der Joche nähern sich, ähnlich wie in Arnswalde, dem Verhältnis von 1:2. Auch die Wandgliederung in Form eines zweigeschossigen Aufbaus mit Nischen ähnelt in vereinfachter Form der Kirche von Arnswalde. Bauschmuck aus Terrakottaplatten zeigt Analogien zum zeitgleichen Bau in Dramburg sowie zum Zisterzienserkloster Marienwalde, was auf eine Tätigkeit von Bauleuten aus Chorin hindeuten könnte.